# ناصر الفراعنة
ناصر بن محمد بن فارس الفراعنة السبيعي (1396 هـ / 1976)، شاعر سعودي.

## مولده
ولد ناصر الفراعنة في سنة 1396 هـ الموافق 1976 في  رنية، التابعة لمحافظة الطائف السعودية.

## مشاركته في سباق المليون
شارك في مسابقة شاعر المليون في نسخته الثانية، تأهل للمراحل النهائية وكان هو المرشح الأقرب للفوز بالمسابقة ولكنه حصل على المركز الخامس وسط ذهول من المتابعين، قالت لجنة التحكيم في مسابقة شاعر المليون أن الشاعر ناصر الفراعنة هو صاحب المركز الأول بتقييم اللجنة ولكن تصويت الجمهور قلب النتيجة، رفض ناصر الفراعنة حضور تكريم شعراء الـ48 احتجاجاً على نتيجة المسابقة.

## أشهر قصائده
بعد مشاركة ناصر الفراعنة في مسابقة شاعر المليون انتشرت له الكثير من القصائد ولعل أشهرها هي قصيدة ناقتي يا ناقتي التي انتشرت بشكل كبير جداً وتداولها الكبير والصغير ووصل عدد مشاهدين الفيديو على اليوتيوب حوالي عشرة ملايين مشاهد، حتى أن غنتها فرقة موسيقية أمريكية تعنى بالتراث الشعبي الأمريكي.

## أمسياته الشعرية
- امسية هلا فبراير في الكويت 2007
- أمسية العين في الإمارات - 2008.
- امسية البحرين 2008
- أمسية حائل - 2009.[6]
- أمسية أبو ظبي - الإمارات 2009.
- أمسيات هلا فبراير الشعرية - الكويت 2010.
- أمسيات ملتقى دبي - الإمارات 2010.
- أمسيات هلا فبراير الشعرية - الكويت 2016.

## بعض من قصائده
| - ناقتي يا ناقتي. - التوجد. - الخيل. - ملوك الجن. | - غرو نطحني. - يامنيرة. - في فؤادي. - تلاوة كاهن. - أرض فارس. - ملحمة القدس. |